# Correbia rufescens
Correbia rufescens är en fjärilsart som beskrevs av Rothschild 1912. Correbia rufescens ingår i släktet Correbia och familjen björnspinnare. Inga underarter finns listade i Catalogue of Life.